# Fremdsprachensekretär
Fremdsprachensekretäre sind für die mündliche und schriftliche Kommunikation mit besonderer Ausrichtung auf fremdsprachliche Aufgaben verantwortlich. Sie verfügen über gute fremdsprachliche Kenntnisse in Wort und Schrift und müssen eine gute Organisationsfähigkeit mitbringen. Zu diesem Beruf führt meistens eine Ausbildung zum Bürokaufmann oder zum Kaufmann für Bürokommunikation und eine anschließende Weiterbildung. Die Ausbildung erfolgt meist an Berufsfachschulen und dauert 2 Jahre. Sie können in Unternehmen nahezu aller Wirtschaftsbereiche arbeiten. Der Arbeitsort ist meist ein Büro oder ein Sekretariat.